# Zak Bagans
Zachary Alexander Bagans (Washington, 5 aprile 1977) è un regista, scrittore e produttore esecutivo statunitense, cofondatore del programma Ghost Adventures trasmesso su Travel Channel, DMAX e AXN sci-fi.

## Biografia
Zak Bagans è nato il 5 aprile del 1977 a Washington DC, ma afferma di essere cresciuto a Las Vegas. Nel 1995 si è laureato al Glenbard West High School di Glen Ellyn, Illinois. Bagans ha frequentato l'istituto di Motion Picture in Michigan e dopo la laurea all'MPI, si trasferisce a Las Vegas, aspirando a girare documentari. Dopo essersi trasferito a Las Vegas, lavora come Dj per matrimoni. Un ex-scettico, Bagans afferma che la sua passione per il paranormale è il risultato di ciò che egli descrive come "un incontro faccia a faccia con lo spirito di una donna suicida" nel suo vecchio appartamento di Trenton, Michigan.

### Carriera
Nel 2004, Zak Bagans collabora con Nick Groff e Aaron Goodwin per produrre un film-documentario chiamato Ghost Adventures. Nel primo episodio della prima stagione, girato il 17 ottobre 2008, la troup trascorse la notte nel Bobby's Mackey Music World (Wilder, Kentucky), infestato, dove Bagans sosteneva di ricevere diversi segni di graffi misteriosi alla schiena. La serie è giunta alla sua ventitreesima stagione. Bagans è stato criticato da alcuni appassionati di paranormale per i metodi aggressivi e conflittuali che usa durante le indagini. In un'intervista del giugno 2009 con la rivista Paranormal Underground ha risposto: “Non voglio che il pubblico ci veda come dei provocatori di fantasmi. Lo facciamo solo con gli spiriti malvagi che attaccano i vivi".